# Kālidāsa
Kalidasa (Sanskriet: Kālidāsa, dienaar van Kali) was een klassiek Sanskriet dichter en schrijver. Hij is vooral bekend als de auteur van Meghadūta, Abhijñānashākuntala en Kumārasambhava. De periode waarin hij leefde is niet met zekerheid vast te stellen, maar valt vermoedelijk in de Gupta-periode, ergens in de 4e, 5e of 6e eeuw.
Kalidasa's positie in de Sanskriet-literatuur is te vergelijken met die van William Shakespeare in de Engelse. Zijn gedichten en toneelstukken waren vooral gebaseerd op de Hindoeïstische mythologie en filosofie.

## Biografie
Op zijn werken na is er vrijwel niets bekend over het leven van Kalidasa. Zelfs de exacte periode waarin hij leefde is niet met zekerheid vast te stellen.
Een relatieve chronologie wordt gegeven door de Aihole Prashasti uit 634, waarin referenties staan naar zijn werken. Een andere aanwijzing is te vinden in zijn toneelstuk Mālavikāgnimitra. Het gebruik van de Prakrit-dialecten door enkele personages in dit stuk suggereert dat hij in elk geval niet voor de 3e eeuw geleefd kan hebben.
In zijn werken noemt Kalidasa nooit een koning of een ander hooggeplaatst persoon als zijn mecenas. Het enige rijk waar hij over spreekt, is de Sunga-dynastie. Volgens historici zou Kalidasa aan het hof hebben gewoond van koning Vikramāditya. Er waren echter verschillende koningen in het oude India met deze naam.
Ook de exacte plek waar Kalidasa woonde is niet bekend, maar over het algemeen wordt ervan uitgegaan dat hij vlak bij de Himalaya woonde of in de buurt van Ujjain. Deze theorie is gebaseerd op Kalidasa's gedetailleerde omschrijving van de Himalaya in zijn Kumārasambhava en de uiting van zijn liefde voor Ujjain in Meghadūta.

## Werken

### Toneelstukken
Kalidasa schreef drie toneelstukken, waarvan Abhijñānaśākuntalam (De herkenning van Shakuntala) wordt gezien als zijn grootste meesterwerk. Het was een van de eerste werken in het Sanskriet dat vertaald werd in het Engels, in 1790 door William Jones. Nadien is het ook in vele andere talen vertaald.
- Mālavikāgnimitra (Mālavikā en Agnimitra)
- Abhijñānaśākuntalam (De herkenning van Shakuntala)
- Vikramōrvaśīya (Over Vikrama en Urvashi)

### Gedichten
Kalidasa is de auteur van twee Indische epen: Raghuvamsa (Dynastie van Raghu) en Kumārasambhava (Geboorte van Kumāra). Onder zijn overige gedichten bevinden zich onder andere Meghadūta (Wolkboodschapper) en Ṛtusamhāra (Over de seizoenen).

## Culturele invloed
In 1791 schreef Goethe zijn lofdicht Sakontala na het lezen van Kalidasa's De herkenning van Shakuntala, terwijl Franz Schubert een opera baseerde op dit toneelstuk (Sakuntala), in 1820. Dit werk bleef onvoltooid en bestaat alleen in fragmenten. In 1884 ging Felix Weingartners opera Sakuntala in première.